# Bitwa pod Lame Deer
Bitwa pod Lame Deer (zwana też Bitwą pod Muddy Creek) – ostatnie ważniejsze starcie zbrojne w trakcie wojny o Black Hills. Pułkownik Nelson Miles zaskoczył obóz Lakotów Miniconjou Kulawego Jelenia – poza Hunkpapami Siedzącego Byka ostatnią pozostałość sił, które rok wcześniej rozbiły armię amerykańską pod Little Bighorn. Początkowo zaskoczony i otoczony wódz usiłował się poddać, lecz wkrótce wybuchła strzelanina w której zginął wódz, jego syn oraz 12 wojowników. Wojska amerykańskie straciły 4 zabitych. Ocaleli Indianie zostali umieszczeni w rezerwacie.